# Montigny-Lencoup
Montigny-Lencoup – miejscowość i gmina we Francji, w regionie Île-de-France, w departamencie Sekwana i Marna.
Według danych na rok 1990 gminę zamieszkiwały 1194 osoby, a gęstość zaludnienia wynosiła 59 osób/km² (wśród 1287 gmin regionu Île-de-France Montigny-Lencoup plasuje się na 591. miejscu pod względem liczby ludności, natomiast pod względem powierzchni na miejscu 73.).